# Kaoru Mizuki
Kaoru Mizuki (水木 薫, Mizuki Kaoru), née à Yokohama le 16 juin 1955, est une actrice japonaise.

## Biographie
Kaoru Mizuki a remporté le Prix de la meilleure actrice de second rôle lors du quinzième Festival du film de Yokohama pour Gensenkan shujin (en) de Teruo Ishii.

## Filmographie partielle

### Au cinéma
- 1993 : Gensenkan shujin (en) (ゲンセンカン主人?) de Teruo Ishii
- 1995 : Gakkō no kaidan (学校の怪談?) de Hideyuki Hirayama
- 2003 : Ju-on: The Grudge 2 (呪怨, Ju-on: The Grudge 2?) de Takashi Shimizu : Aki Harase
- 2009 : Teketeke (テケテケ?) de Kōji Shiraishi : la mère de Kana
- 2012 : Shokuzai de Kiyoshi Kurosawa : la mère de Maki

### À la télévision
- 2005 - 2006 : Kamen Rider Hibiki (série télévisée)
- 2012 : Shokuzai de Kiyoshi Kurosawa (série télévisée, épisode PTA rinji soukai) : la mère de Maki